# Ерназар (Актюбинская область)
Ерназа́р (каз. Ерназар) — село в Алгинском районе Актюбинской области Казахстана. Входит в состав Карахобдинского сельского округа. Код КАТО — 153245300.

## Население
В 1999 году население села составляло 240 человек (133 мужчины и 107 женщин). По данным переписи 2009 года, в селе проживал 131 человек (74 мужчины и 57 женщин).